# Campeonato Mundial de Natação em Piscina Curta de 2016 - 50 m livre masculino
A prova dos 50 metros nado livre masculino do Campeonato Mundial de Natação em Piscina Curta de 2016 foi disputado entre 8 e 9 de dezembro no Centro WFCU em Windsor, Canadá.

## Recordes
Antes desta competição, os recordes mundiais e do campeonato nesta prova eram os seguintes:
|                       | Nome             | Nacionalidade | Tempo | Local | Data                  |
| --------------------- | ---------------- | ------------- | ----- | ----- | --------------------- |
| Recorde mundial       | Florent Manaudou | França        | 20.26 | Doha  | 5 de dezembro de 2014 |
| Recorde do campeonato | Florent Manaudou | França        | 20.26 | Doha  | 5 de dezembro de 2014 |

## Medalhistas
| Ouro             | Prata                  | Bronze              |
| Jesse Puts (NED) | Vladimir Morozov (RUS) | Simonas Bilis (LTU) |

## Resultados

### Eliminatórias
As eliminatórias ocorreram dia 8 de dezembro com um total de 157 nadadores.  
| Colocação | Bateria | Raia | Nome                           | Nacionalidade             | Tempo | Notas |
| --------- | ------- | ---- | ------------------------------ | ------------------------- | ----- | ----- |
| 1         | 16      | 4    | Vladimir Morozov               | Rússia                    | 21.27 | Q     |
| 2         | 14      | 1    | Douglas Erasmus                | África do Sul             | 21.31 | Q     |
| 3         | 14      | 4    | Jesse Puts                     | Países Baixos             | 21.42 | Q     |
| 4         | 15      | 0    | Simonas Bilis                  | Lituânia                  | 21.43 | Q     |
| 5         | 16      | 2    | Kenta Ito                      | Japão                     | 21.45 | Q     |
| 6         | 13      | 4    | Kristian Gkolomeev             | Grécia                    | 21.47 | Q     |
| 7         | 14      | 7    | Luca Dotto                     | Itália                    | 21.50 | Q     |
| 8         | 16      | 5    | Michael Chadwick               | Estados Unidos            | 21.56 | Q     |
| 9         | 14      | 2    | Daniel Hunter                  | Nova Zelândia             | 21.59 | Q     |
| 9         | 16      | 7    | Maksim Lobanovskii             | Hungria                   | 21.59 | Q     |
| 11        | 14      | 3    | Paul Powers                    | Estados Unidos            | 21.60 | Q     |
| 12        | 16      | 0    | Mislav Sever                   | Croácia                   | 21.63 | Q     |
| 13        | 14      | 6    | Aleksei Brianskii              | Rússia                    | 21.67 | Q     |
| 13        | 16      | 9    | Andrii Khloptsov               | Ucrânia                   | 21.67 | Q     |
| 15        | 15      | 5    | Clement Mignon                 | França                    | 21.69 | Q     |
| 16        | 14      | 5    | Ari-Pekka Liukkonen            | Finlândia                 | 21.71 | Q     |
| 17        | 13      | 0    | Yuri Kisil                     | Canadá                    | 21.72 |       |
| 18        | 15      | 6    | Shinri Shioura                 | Japão                     | 21.74 |       |
| 19        | 15      | 8    | Miguel Ortiz-Cañavate          | Espanha                   | 21.77 |       |
| 20        | 13      | 8    | Brayden Mccarthy               | Austrália                 | 21.78 |       |
| 21        | 15      | 3    | Brad Tandy                     | África do Sul             | 21.79 |       |
| 22        | 15      | 4    | Andrii Govorov                 | Ucrânia                   | 21.81 |       |
| 23        | 16      | 1    | Yonel Govindin                 | França                    | 21.83 |       |
| 23        | 16      | 3    | Pieter Timmers                 | Bélgica                   | 21.83 |       |
| 25        | 10      | 0    | Anders Lie Nielsen             | Dinamarca                 | 21.86 |       |
| 26        | 11      | 6    | Daniel Carranza                | México                    | 21.88 |       |
| 26        | 15      | 1    | Mindaugas Sadauskas            | Lituânia                  | 21.88 |       |
| 28        | 14      | 8    | Oussama Sahnoune               | Argélia                   | 21.89 |       |
| 28        | 15      | 7    | Anton Latkin                   | Bielorrússia              | 21.89 |       |
| 30        | 12      | 6    | Miguel Nascimento              | Portugal                  | 21.92 |       |
| 31        | 16      | 8    | Artsiom Machekim               | Bielorrússia              | 21.94 |       |
| 32        | 14      | 0    | Nyls Korstanje                 | Países Baixos             | 21.95 |       |
| 32        | 16      | 6    | Nicholas Santos                | Brasil                    | 21.95 |       |
| 34        | 12      | 8    | Yu Hexin                       | China                     | 21.99 |       |
| 35        | 15      | 2    | Jasper Aerents                 | Bélgica                   | 22.07 |       |
| 36        | 14      | 9    | Andrei Tuomola                 | Finlândia                 | 22.11 |       |
| 37        | 12      | 7    | Alexander Graham               | Austrália                 | 22.14 |       |
| 38        | 12      | 3    | Luis Armando Flores Bellina    | Porto Rico                | 22.22 |       |
| 39        | 13      | 2    | Yongqing Lin                   | China                     | 22.24 |       |
| 39        | 15      | 9    | Cristoffer Carlsen             | Suécia                    | 22.24 |       |
| 41        | 13      | 5    | Norbert Trandafir              | Roménia                   | 22.32 |       |
| 42        | 13      | 6    | Adi Mesetovic                  | Bósnia e Herzegovina      | 22.34 |       |
| 43        | 13      | 7    | Robin Andreasson               | Suécia                    | 22.41 |       |
| 44        | 12      | 4    | Mazen Elkamash                 | Egito                     | 22.42 |       |
| 44        | 13      | 1    | Matthew Zammit                 | Malta                     | 22.42 |       |
| 46        | 12      | 1    | Khader Baqlah                  | Jordânia                  | 22.45 |       |
| 47        | 12      | 0    | Oliver Elliot                  | Chile                     | 22.46 |       |
| 48        | 12      | 2    | Baslakov Iskender              | Turquia                   | 22.47 |       |
| 49        | 12      | 9    | Justin Plaschka                | Jamaica                   | 22.51 |       |
| 49        | 13      | 9    | Mirando Richard-Jarry          | Canadá                    | 22.51 |       |
| 51        | 1       | 7    | Kai Quan Yeo                   | Singapura                 | 22.68 |       |
| 52        | 13      | 3    | Vladimir Stefanik              | Eslováquia                | 22.72 |       |
| 53        | 10      | 3    | Pavel Izbiscuic                | Moldávia                  | 22.78 |       |
| 53        | 10      | 5    | Juan Dobles                    | Costa Rica                | 22.78 |       |
| 55        | 10      | 4    | Aron Orn Stefansson            | Islândia                  | 22.87 |       |
| 56        | 10      | 9    | Kevin Avila                    | Guatemala                 | 22.94 |       |
| 57        | 11      | 0    | Xander Skinner                 | Namíbia                   | 23.05 |       |
| 58        | 9       | 6    | Marko Blazhevski               | Macedônia do Norte        | 23.07 |       |
| 59        | 8       | 5    | Moktar Al-Yamani               | Iêmen                     | 23.10 |       |
| 60        | 9       | 3    | Sam Seghers                    | Papua-Nova Guiné          | 23.19 |       |
| 60        | 11      | 2    | Anthony Barbar                 | Líbano                    | 23.19 |       |
| 62        | 6       | 9    | Kyle Abeysinghe                | Sri Lanka                 | 23.23 |       |
| 63        | 9       | 4    | Ralph Goveia                   | Zâmbia                    | 23.27 |       |
| 63        | 9       | 7    | Abdoul Niane                   | Senegal                   | 23.27 |       |
| 65        | 10      | 7    | Matt Galea                     | Malta                     | 23.31 |       |
| 66        | 11      | 1    | Vahan Mkhitaryan               | Armênia                   | 23.32 |       |
| 67        | 11      | 9    | Jean-Luc Joel Zephir           | Santa Lúcia               | 23.34 |       |
| 68        | 11      | 7    | Arsham Mirzaei                 | Irão                      | 23.41 |       |
| 69        | 6       | 1    | Ljupcho Angelovski             | Macedônia do Norte        | 23.43 |       |
| 70        | 9       | 2    | Jhonny Perez                   | República Dominicana      | 23.44 |       |
| 71        | 11      | 8    | Dylan Koo                      | Singapura                 | 23.47 |       |
| 72        | 9       | 0    | Adrian Hoek                    | Curaçau                   | 23.50 |       |
| 72        | 9       | 1    | Alex Sobers                    | Barbados                  | 23.50 |       |
| 74        | 7       | 5    | Axel Toni Steven Ngui          | Filipinas                 | 23.52 |       |
| 75        | 10      | 8    | Vladimir Mamikonyan            | Armênia                   | 23.61 |       |
| 76        | 10      | 2    | Hilal Hemed Hilal              | Tanzânia                  | 23.63 |       |
| 77        | 11      | 3    | Stanislav Karnaukhov           | Quirguistão               | 23.64 |       |
| 78        | 9       | 9    | Ivo Kunzle Savastano           | Paraguai                  | 23.69 |       |
| 78        | 10      | 6    | Mathieu Marquet                | Ilhas Maurícias           | 23.69 |       |
| 80        | 7       | 8    | Stanford Kawale                | Papua-Nova Guiné          | 23.70 |       |
| 81        | 8       | 1    | Jeancarlo Calderon Harper      | Panamá                    | 23.74 |       |
| 81        | 8       | 6    | Issa Abdulla Hemed Mohamed     | Quênia                    | 23.74 |       |
| 81        | 8       | 9    | Eric Fernandez Malvar          | Andorra                   | 23.74 |       |
| 84        | 7       | 7    | Joao Matias                    | Angola                    | 23.84 |       |
| 85        | 7       | 3    | Markos Kalopsidiotis           | Chipre                    | 23.85 |       |
| 86        | 9       | 8    | Mathias Zacarias               | Paraguai                  | 23.88 |       |
| 87        | 6       | 3    | Alfonso Jose Leso Bautista     | Filipinas                 | 23.92 |       |
| 87        | 8       | 2    | Ivan Soruco                    | Bolívia                   | 23.92 |       |
| 89        | 11      | 4    | Pok Man Ngou                   | Macau                     | 23.94 |       |
| 90        | 10      | 1    | Adam Ismail Allouche           | Líbano                    | 23.97 |       |
| 91        | 8       | 3    | Christian Nikles               | Brunei                    | 23.98 |       |
| 92        | 1       | 6    | Mohammad Mahfizur Rahman       | Bangladesh                | 24.05 |       |
| 93        | 1       | 5    | Sebastien Kouma                | Mali                      | 24.08 |       |
| 94        | 6       | 6    | Dean Hoffmann                  | Seicheles                 | 24.13 |       |
| 95        | 6       | 8    | Alex Mccallum                  | Ilhas Caimã               | 24.14 |       |
| 95        | 8       | 0    | Delgerkhuu Myagmar             | Mongólia                  | 24.14 |       |
| 95        | 8       | 4    | Stefano Mitchell               | Antígua e Barbuda         | 24.14 |       |
| 98        | 8       | 7    | Jim Sanderson                  | Gibraltar                 | 24.15 |       |
| 99        | 7       | 6    | Steven Kimani Maina            | Quênia                    | 24.24 |       |
| 100       | 6       | 5    | George Jabbour                 | Honduras                  | 24.29 |       |
| 101       | 1       | 3    | Yeziel Morales Miranda         | Porto Rico                | 24.30 |       |
| 102       | 5       | 8    | Samuele Rossi                  | Seicheles                 | 24.37 |       |
| 103       | 1       | 2    | Irakli Revishvili              | Geórgia                   | 24.39 |       |
| 104       | 8       | 8    | Marco Flores                   | Honduras                  | 24.42 |       |
| 105       | 7       | 9    | Abdullah Nahmad Naji Al-Doori  | Iraque                    | 24.51 |       |
| 106       | 5       | 0    | Matthew Ives                   | Botswana                  | 24.52 |       |
| 107       | 7       | 0    | Syed Muhammad Haseeb Tariq     | Paquistão                 | 24.69 |       |
| 108       | 6       | 4    | Andrew Fowler                  | Guiana                    | 24.72 |       |
| 109       | 7       | 1    | Nuno Miguel Rola               | Angola                    | 24.90 |       |
| 110       | 5       | 1    | Temaruata Strickland           | Ilhas Cook                | 24.93 |       |
| 111       | 4       | 5    | Adil Bharmal                   | Tanzânia                  | 25.36 |       |
| 111       | 6       | 9    | David Hitchcock                | Gibraltar                 | 25.36 |       |
| 113       | 4       | 8    | Tanner Poppe                   | Guam                      | 25.40 |       |
| 114       | 6       | 2    | Nabeel Hatoum                  | Palestina                 | 25.49 |       |
| 115       | 3       | 1    | Olim Kurbanov                  | Tajiquistão               | 25.51 |       |
| 116       | 5       | 6    | Daryl Appleton                 | Antilhas Holandesas       | 25.52 |       |
| 117       | 5       | 2    | Ibrahim Nishwan                | Maldivas                  | 25.73 |       |
| 118       | 5       | 3    | Mark Hoare                     | Essuatíni                 | 25.85 |       |
| 119       | 4       | 6    | Cruz Halbich                   | São Vicente e Granadinas  | 26.04 |       |
| 120       | 4       | 1    | Thol Thoeun                    | Camboja                   | 26.13 |       |
| 121       | 5       | 4    | Arnold Kisulo                  | Uganda                    | 26.15 |       |
| 122       | 3       | 2    | Salofi Charles Welch           | Marianas Setentrionais    | 26.17 |       |
| 123       | 4       | 9    | Christian Villacrusis          | Marianas Setentrionais    | 26.18 |       |
| 124       | 3       | 0    | Michael Swift                  | Malawi                    | 26.22 |       |
| 125       | 3       | 5    | Pirort Cheng                   | Camboja                   | 26.24 |       |
| 126       | 5       | 7    | Devin Tyrek Boodha             | Santa Lúcia               | 26.29 |       |
| 127       | 3       | 6    | Meritum Veliu                  | Kosovo                    | 26.33 |       |
| 127       | 5       | 9    | Aaron De Freitas               | São Vicente e Granadinas  | 26.33 |       |
| 129       | 4       | 0    | Albarchir Mouctar              | Níger                     | 26.34 |       |
| 130       | 3       | 3    | Tongli Panuve                  | Tonga                     | 26.40 |       |
| 131       | 3       | 4    | Slava Sihanouvong              | Laos                      | 26.72 |       |
| 132       | 2       | 5    | Sergey Sihanouvong             | Laos                      | 27.04 |       |
| 133       | 2       | 9    | Ismail Muthasim Adnan          | Maldivas                  | 27.15 |       |
| 134       | 2       | 4    | Alijon Khairulloev             | Tajiquistão               | 27.62 |       |
| 135       | 3       | 7    | Pap D Jonga                    | Gâmbia                    | 28.46 |       |
| 136       | 2       | 3    | Simphiwe Dlamini               | Essuatíni                 | 28.92 |       |
| 137       | 2       | 7    | Christian Djidagul Nassif      | República Centro-Africana | 29.60 |       |
| 138       | 2       | 1    | Frantz Dorsainvil              | Haiti                     | 30.22 |       |
| -         | 1       | 1    | Roland Zouetaba                | Burquina Fasso            |       | DNS   |
| -         | 1       | 4    | Loly Juwaihan                  | Palestina                 |       | DNS   |
| -         | 2       | 0    | Mawouna Bidah                  | Togo                      |       | DNS   |
| -         | 2       | 2    | Koroma Ishmael                 | Serra Leoa                |       | DNS   |
| -         | 2       | 6    | Mamadou Tahirou Bah            | Guiné                     |       | DNS   |
| -         | 2       | 8    | Mamadou Alpha Diallo           | Guiné                     |       | DNS   |
| -         | 3       | 8    | Emeric Kpegba                  | Togo                      |       | DNS   |
| -         | 3       | 9    | Jefferson Kpanou               | Benim                     |       | DNS   |
| -         | 4       | 2    | Tindwende Sawadogo             | Burquina Fasso            |       | DNS   |
| -         | 4       | 3    | Athoumane Athoumane            | Comores                   |       | DNS   |
| -         | 4       | 4    | Chaolli Aonzoudine             | Comores                   |       | DNS   |
| -         | 4       | 7    | Sirish Gurung                  | Nepal                     |       | DNS   |
| -         | 5       | 5    | Belly-Cresus Ganira            | Burundi                   |       | DNS   |
| -         | 6       | 0    | Ekirilkubinza Joshua Tibatenwa | Uganda                    |       | DNS   |
| -         | 7       | 2    | Abeku Jackson                  | Gana                      |       | DNS   |
| -         | 7       | 4    | Darren Chan Chin Wah           | Ilhas Maurícias           |       | DNS   |
| -         | 11      | 5    | Aleksey Tarasenko              | Uzbequistão               |       | DNS   |
| -         | 12      | 5    | Meli Malani                    | Fiji                      |       | DNS   |
| -         | 9       | 5    | Angelo Simic                   | Bósnia e Herzegovina      |       | DSQ   |

### Semifinal
A semifinal  ocorreu dia 8 de dezembro. 

#### Semifinal 1
| Colocação | Raia | Nome                | Nacionalidade  | Tempo | Notas |
| --------- | ---- | ------------------- | -------------- | ----- | ----- |
| 1         | 5    | Simonas Bilis       | Lituânia       | 21.15 | Q     |
| 2         | 8    | Ari-Pekka Liukkonen | Finlândia      | 21.36 | Q     |
| 3         | 3    | Kristian Gkolomeev  | Grécia         | 21.50 |       |
| 3         | 6    | Michael Chadwick    | Estados Unidos | 21.50 |       |
| 5         | 2    | Maksim Lobanovskii  | Hungria        | 21.52 |       |
| 6         | 7    | Mislav Sever        | Croácia        | 21.62 |       |
| 7         | 1    | Andrii Khloptsov    | Ucrânia        | 21.68 |       |
| 8         | 4    | Douglas Erasmus     | África do Sul  | 21.71 |       |

#### Semifinal 2
| Colocação | Raia | Nome              | Nacionalidade  | Tempo | Notas |
| --------- | ---- | ----------------- | -------------- | ----- | ----- |
| 1         | 4    | Vladimir Morozov  | Rússia         | 21.05 | Q     |
| 2         | 6    | Luca Dotto        | Itália         | 21.29 | Q     |
| 3         | 8    | Clement Mignon    | França         | 21.30 | Q     |
| 4         | 7    | Paul Powers       | Estados Unidos | 21.31 | Q     |
| 5         | 5    | Jesse Puts        | Países Baixos  | 21.33 | Q     |
| 6         | 1    | Aleksei Brianskii | Rússia         | 21.44 | Q     |
| 7         | 3    | Kenta Ito         | Japão          | 21.65 |       |
| 8         | 2    | Daniel Hunter     | Nova Zelândia  | 21.70 |       |

### Final
A final teve sua disputa realizada em 9 de dezembro. 
| Colocação         | Raia | Nome                | Nacionalidade  | Tempo | Notas |
| ----------------- | ---- | ------------------- | -------------- | ----- | ----- |
| Medalha de ouro   | 7    | Jesse Puts          | Países Baixos  | 21.10 |       |
| Medalha de prata  | 4    | Vladimir Morozov    | Rússia         | 21.14 |       |
| Medalha de bronze | 5    | Simonas Bilis       | Lituânia       | 21.23 |       |
| 4                 | 6    | Clement Mignon      | França         | 21.28 |       |
| 5                 | 1    | Ari-Pekka Liukkonen | Finlândia      | 21.29 |       |
| 6                 | 3    | Luca Dotto          | Itália         | 21.39 |       |
| 7                 | 2    | Paul Powers         | Estados Unidos | 21.43 |       |
| 8                 | 8    | Aleksei Brianskii   | Rússia         | 21.46 |       |

Legenda
| Recorde mundial       | Recorde mundial (World record)               |                       | Recorde africano                      | Recorde africano (African) |                                           | Q | Classificado por posição (Qualified) |
| Recorde do campeonato | Recorde do campeonato (Championship record)  | Recorde da América    | Recorde da América (Americas)         | q                          | Classificado por melhor tempo (Qualified) |   |                                      |
| Melhor marca do ano   | Melhor marca do ano (World leading)          | Recorde asiático      | Recorde asiático (Asian)              | DNS                        | Não largou (Did not start)                |   |                                      |
| Recorde nacional      | Recorde nacional (National record)           | Recorde europeu       | Recorde europeu (European)            | DNF                        | Não terminou (Did not finish)             |   |                                      |
| Recorde pessoal       | Recorde pessoal do atleta (Personal best)    | Recorde da Oceania    | Recorde da Oceania (Oceania)          | DSQ / DQ                   | Desclassificado (Disqualified)            |   |                                      |
| Recorde da temporada  | Recorde da temporada do atleta (Season best) | Recorde sul-americano | Recorde sul-americano (South America) | NM                         | Sem marca (No mark)                       |   |                                      |